# Steve Krulevitz
Steve Krulevitz (hebräisch סטיב קרולביץ; geboren 30. Mai 1951 in Baltimore, Maryland) ist ein ehemaliger US-amerikanisch-israelischer Tennisspieler.

## Karriere
Im Alter von 7 Jahren begann Steve Krulevitz mit dem Tennisspielen. Bereits in seiner Schulzeit gewann er zwischen 1966 und 1969 vier Bundesstaatsmeisterschaften im Tennis. Für seine Schule trat er außerdem im Basketball, Fußball und Lacrosse an. Während seiner Zeit am College spielte er weiterhin Tennis und wurde Teil des NCAA-Teams der University of California, Los Angeles. 1973 war er All-American.
Nachdem er zuvor mehrere Jahre bei hochklassigen Turnieren in den USA angetreten war, reiste Krulevitz 1974 erstmals zu Turnieren in Europa. Sein bestes Ergebnis war das Erreichen des Viertelfinales in Rom, wo er dem Argentinier Guillermo Vilas unterlag. Im selben Jahr kam er in Cincinnati ebenfalls ins Viertelfinale. Im schwedischen Båstad kam er an der Seite von Željko Franulović ins Halbfinale der Doppelkonkurrenz. Im Jahr 1976 erreichte er gemeinsam mit Trey Waltke zum ersten Mal eine Finalrunde beim Doppel von Salisbury. Im Juni 1977 stieß er in Berlin erstmals in ein Halbfinale eines Einzelturniers vor, dort wurde er von Jiří Hřebec besiegt.
Bei der Makkabiade gewann Krulevitz 1977 in Tel Aviv für die US-amerikanische Mannschaft im Einzel die Goldmedaille. Danach trat er zwischen 1978 und 1980 in vier Partien für die israelische Davis-Cup-Mannschaft an. Er gewann vier seiner neun Matches. 1979 und 1980 gewann er mit unterschiedlichen Partnern jeweils zwei Doppelturniere, dies waren seine größten Erfolge auf der ATP Tour während seiner Karriere.
Im Mai 1981 holte er sich beim Challenger-Turnier in Chichester mit einem Sieg über Mark Vines seinen einzigen Einzeltitel. 1981 und 1983 folgten zwei weitere Doppelfinalteilnahmen, die er und sein Partner aber jeweils verloren. Nach 1983 trat er bei keinem hochklassigen Turnier mehr an.
Zwischen 1974 und 1983 war Krulevitz in den Top 100 der Tennisweltrangliste, wobei seine Bestmarken Platz 70 im Einzel und Platz 66 im Doppel waren.
Nach seiner aktiven Karriere war er als Trainer tätig. Hier betreute er sowohl professionelle Spieler, wie Jaime Yzaga und Gilad Bloom, als auch Tennisteams an Schulen.
Im November 2019 wurde Krulevitz in die Maryland State Athletic Hall of Fame aufgenommen.

## Persönliches
Krulevitz machte 1969 seinen Abschluss an der Park School of Baltimore, später studierte er an der UCLA.
Steve Krulevitz ist jüdischen Glaubens. Er recherchierte zu seiner Familienhistorie und fand heraus, dass 22 Familienmitglieder seines Großvaters aus Krakau im Zuge des Holocausts in Auschwitz umgebracht wurden. Dies untermauerte neben einem Angebot des israelischen Tennisverbandes seinen Entschluss, als Oleh die israelische Staatsangehörigkeit anzunehmen. Er lebt aber weiterhin in Baltimore.
Während seiner aktiven Karriere lernte er seine spätere Ehefrau, die Tennisspielerin Ann Gorneva, kennen, mit der er eine Tochter hat.
Nach dem Ende seiner Karriere schrieb Krulevitz 2017 seine Memoiren.

## Erfolge

### Einzel

#### Turniersiege
| Nr. | Datum       | Turnier    | Belag | Finalgegner | Ergebnis      |
| --- | ----------- | ---------- | ----- | ----------- | ------------- |
| 1.  | 4. Mai 1981 | Chichester | Rasen | Mark Vines  | 3:6, 6:3, 6:3 |

### Doppel

#### Turniersiege
| Nr. | Datum            | Turnier  | Belag       | Partner         | Finalgegner                 | Ergebnis      |
| --- | ---------------- | -------- | ----------- | --------------- | --------------------------- | ------------- |
| 1.  | 18. Februar 1979 | Sarasota | Teppich (i) | Ilie Năstase    | John James Keith Richardson | 7:6, 6:3      |
| 2.  | 19. August 1979  | Stowe    | Hartplatz   | Mike Cahill     | Anand Amritraj Colin Dibley | 3:6, 6:3, 6:4 |
| 3.  | 9. Juni 1980     | Brüssel  | Sand        | Thierry Stevaux | Eric Fromm Cary Leeds       | 6:3, 7:5      |
| 4.  | 6. Oktober 1980  | Tel Aviv | Hartplatz   | Per Hjertquist  | Eric Fromm Cary Leeds       | 7:6, 6:3      |

#### Finalteilnahmen
| Nr. | Datum            | Turnier   | Belag       | Partner          | Finalgegner                     | Ergebnis      |
| --- | ---------------- | --------- | ----------- | ---------------- | ------------------------------- | ------------- |
| 1.  | 16. Februar 1976 | Salisbury | Teppich (i) | Trey Waltke      | Fred McNair Sherwood Stewart    | 3:6, 2:6      |
| 2.  | 11. Oktober 1981 | Tel Aviv  | Hartplatz   | John Feaver      | Steve Meister Van Winitsky      | 6:3, 3:6, 3:6 |
| 3.  | 6. Juni 1983     | Venedig   | Sand        | Zoltán Kuhárszky | Francisco González Víctor Pecci | 1:6, 2:6      |

## Veröffentlichungen
- Steve Krulevitz: Lightning Strikes: The Life and Times of a Professional Tour Tennis Player. CreateSpace Independent Publishing Platform, 2017, ISBN 978-1-5393-7048-2.